# Аерокосмічне товариство України
Аерокосмічне товариство України імені космонавта Л.Каденюка — всеукраїнська громадська організація, яка об'єднує понад 75 підприємств і організацій аерокосмічного комплексу України.

## Основні завдання товариства
Товариство сприяє популяризації авіаційної та космічної діяльності, підтримці перспективних аерокосмічних проєктів, надає допомогу своїм колективним членам щодо впровадження високих технологій в народне господарство України, сприяє розвитку зв'язків з аерокосмічними товариствами інших країн, сприяє аерокосмічній освіті української молоді, проводить історико-музейну діяльність, розвиває та підтримує ветеранський рух.

## Історія товариства
1991 року в Україні головою Ради ветеранів Байконура генерал-майором Олександром Войтенком було засновано Всеукраїнську громадську організацію Федерація космонавтики України, яку очолив ветеран космодрому Байконур, Лауреат державної премії СРСР, генерал-майор запасу Завалишин Анатолій Павлович. До складу Президії увійшли ветерани ракетно-космічної техніки, ветерани космодромів Байконур, Плесецьк та Капустин Яр, що проживали в Україні.
Федерація космонавтики України заснувала медаль і диплом імені Юрія Кондратюка — всесвітньо визнаного вченого-самоука в галузі космонавтики. Цієї нагороди удостоєні як українські вчені, конструктори, інженери, ветерани ракетно-космічної галузі, так і громадяни Росії, США, Китаю, що працюють з Україною за спільними програмами освоєння космічного простору.
11 квітня 2002 року в Києві відбувся 1-й Установчий з'їзд Аерокосмічного товариства України, який став правонаступником Федерації космонавтики України, яка з цього часу припинила своє існування. На з'їзді одноголосно був обраний Президент Аерокосмічного товариства України — Герой Радянського Союзу, льотчик-космонавт СРСР Жолобов Віталій Михайлович.

## Нагороди та відзнаки товариства
Аерокосмічне товариство розробило «Положення про нагороди Аерокосмічного товариства України». Нагородами Товариства є:
- медаль імені І. І. Сікорського;
- медаль імені Ю. В. Кондратюка;
- медаль імені О. К. Антонова;
- медаль імені М. К. Янгеля;
- медаль «За видатні заслуги в громадській діяльності»;
- дипломи імені Ю. А. Гагаріна, імені В. Н. Челомея, імені В. Г. Сергєєва, Аерокосмічного товариства України;
- почесна грамота Аерокосмічного товариства України.

## Президенти федерації/товариства
1. Войтенко Олександр Михайлович (1991), голова правління
2. Завалишин Анатолій Павлович (1991—2001), голова правління
3. Жолобов Віталій Михайлович (2001—2015), президент
4. Каденюк Леонід Костянтинович (2015—2018), президент
5. Кузнєцов Едуард Іванович (з 2018), перший віцепрезидент.

## Генеральні директори
1. Васильєв Віталій Євгенович (2001—2021)